# 평민 (핀란드)
평민(핀란드어: rahvas 라흐바스[*]) 또는 신분외(外)인(핀란드어: säädyttömät 새뒫퇴매트[*])이란 19세기-18세기 핀란드에서 신분제 의회에 대표자를 보낼 수 없는, 4개의 정규 신분(귀족・성직자・시민・농민) 밖의 존재들이었다. 핀란드 대공국이 러시아 제국으로부터 독립했을 당시 전체 인구의 70%가 평민에 속했다.
"Rahvas"라는 말은 16세기 이래로 하층계급을 가리키는 말로 사용되었고, 19세기 사회변동 이후에는 “인간쓰레기” 수준의 멸칭이 되었다. 핀란드는 농노제나 노예제가 없었기 때문에 평민이 곧 사회 최하층민이었다.
신분외 평민들은 주로 농촌의 소작농과 머슴, 도시의 임노동자와 하인・하녀 등으로 이루어졌다. 상당수가 극빈층에 속했으며, 가정을 건사할 수 있는 소득이 없어 많은 경우 가정이 해체되었다. 